# Chamberí (metropolitana di Madrid)
Chamberí era una stazione della metropolitana di Madrid, convertita in museo il 25 marzo 2008 e inclusa nel progetto Andén Cero. Faceva parte della linea 1, ubicata sotto la piazza di Chamberí tra le stazioni di Iglesia e Bilbao.

## Storia
Progettata dall'architetto Antonio Palacios e inaugurata il 17 ottobre 1919, era una delle otto stazioni che facevano parte originariamente della rete ferroviaria metropolitana della capitale spagnola. Questo architetto si proponeva di attenuare la possibile riluttanza del pubblico a utilizzare il trasporto sotterraneo mediante l'uso di finiture brillanti, colorate e luminose negli spazi a contatto con i viaggiatori come i corridoi e le banchine dei binari, utilizzando massivamente piastrelle (azulejos) e altri pezzi di ceramica di colore bianco e azzurro cobalto. Il suo progetto risponde ai criteri di funzionalità, semplicità ed economia. Molte delle stazioni del metro si convertirono durante la guerra civile, in magazzini e improvvisati rifugi per i cittadini durante i bombardamenti aerei.
Negli anni '60, in seguito all'incremento del traffico di viaggiatori, si decise di allungare le stazioni della linea 1 per poter mettere in servizio treni di maggiore capacità, con un massimo di sei vagoni. Dinanzi all'impossibilità tecnica di ampliare la stazione di Chamberí, per la sua posizione in curva e la prossimità a quelle di Bilbao e Iglesia, il Ministerio de Obras Públicas decise di chiuderla il 21 maggio 1966: le banchine vennero ampliate da 60 a 90 metri e la vicinanza a queste altre due stazioni rese meno utile la fermata di Chamberí.
La stazione rimase inutilizzata per più di quarant'anni e, quando si trovavano a passare per questa stazione, i treni riducevano la propria velocità. Il fatto che gli accessi esterni siano rimasti tappati permise la conservazione di molti oggetti quotidiani dell'epoca, come cartelli pubblicitari, tornelli e addirittura i biglietti nei cestini della spazzatura. Ciononostante, la stazione fu comunque vandalizzata nel corso degli anni.
Il 31 agosto 2006 iniziarono i lavori di ristrutturazione delle installazioni, con l'obiettivo di convertire la vecchia stazione in museo. Il 25 marzo 2008 avvenne l'inaugurazione e la sua riapertura al pubblico nell'ambito del programma Andén Cero.

## Galleria d'immagini

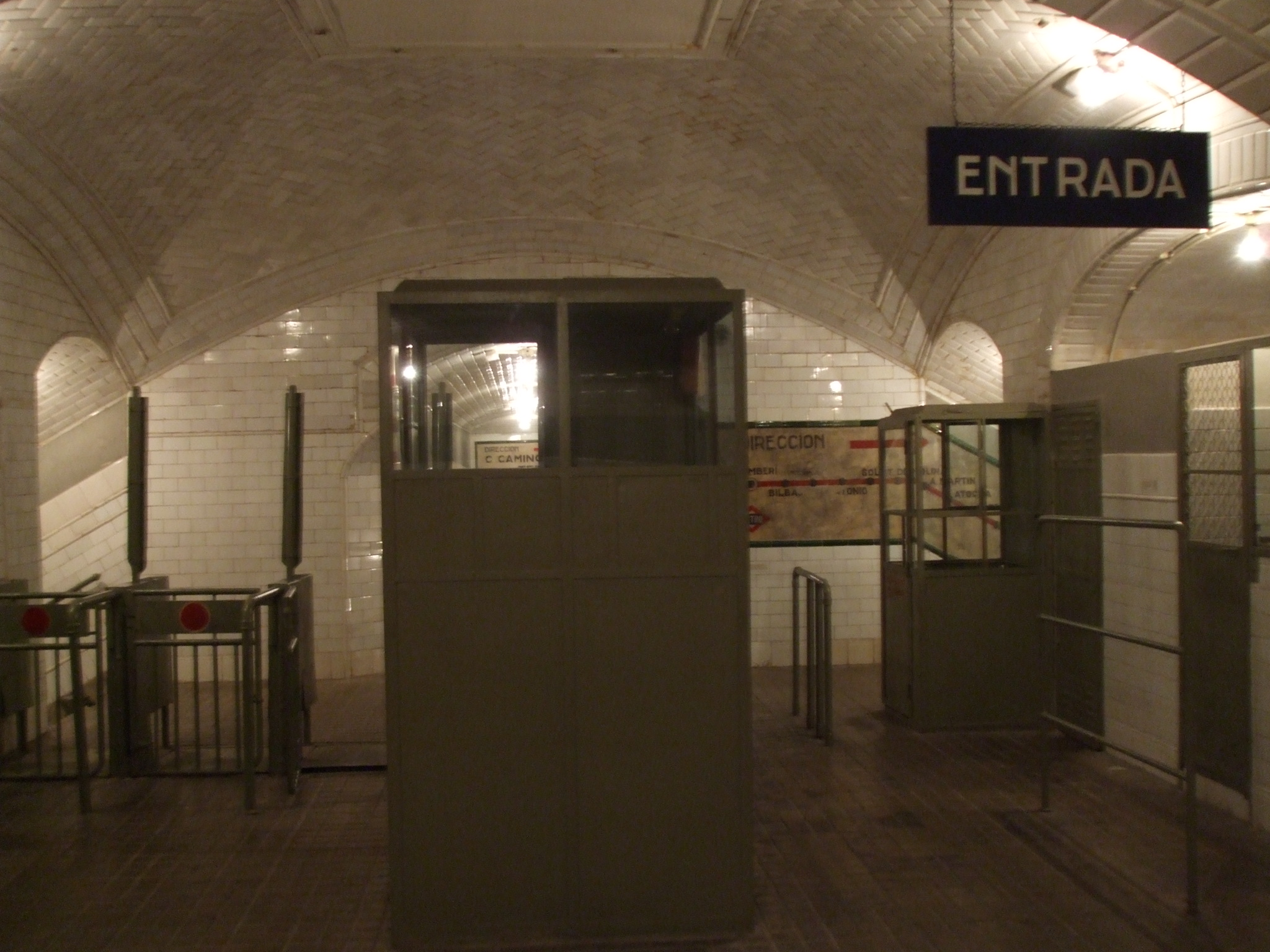
Entrata ed uscita
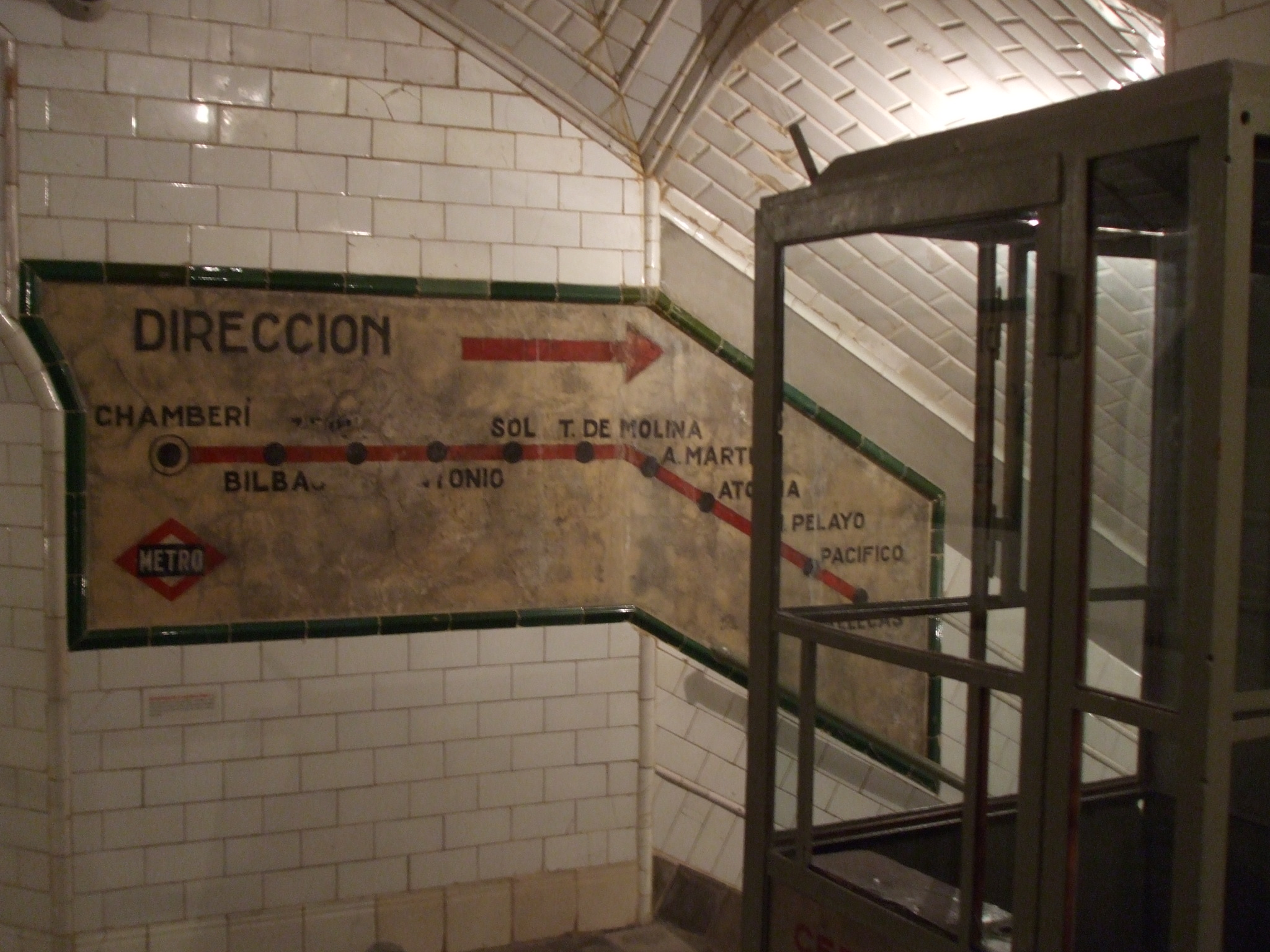
Indicazione stazioni in direzione Vallecas
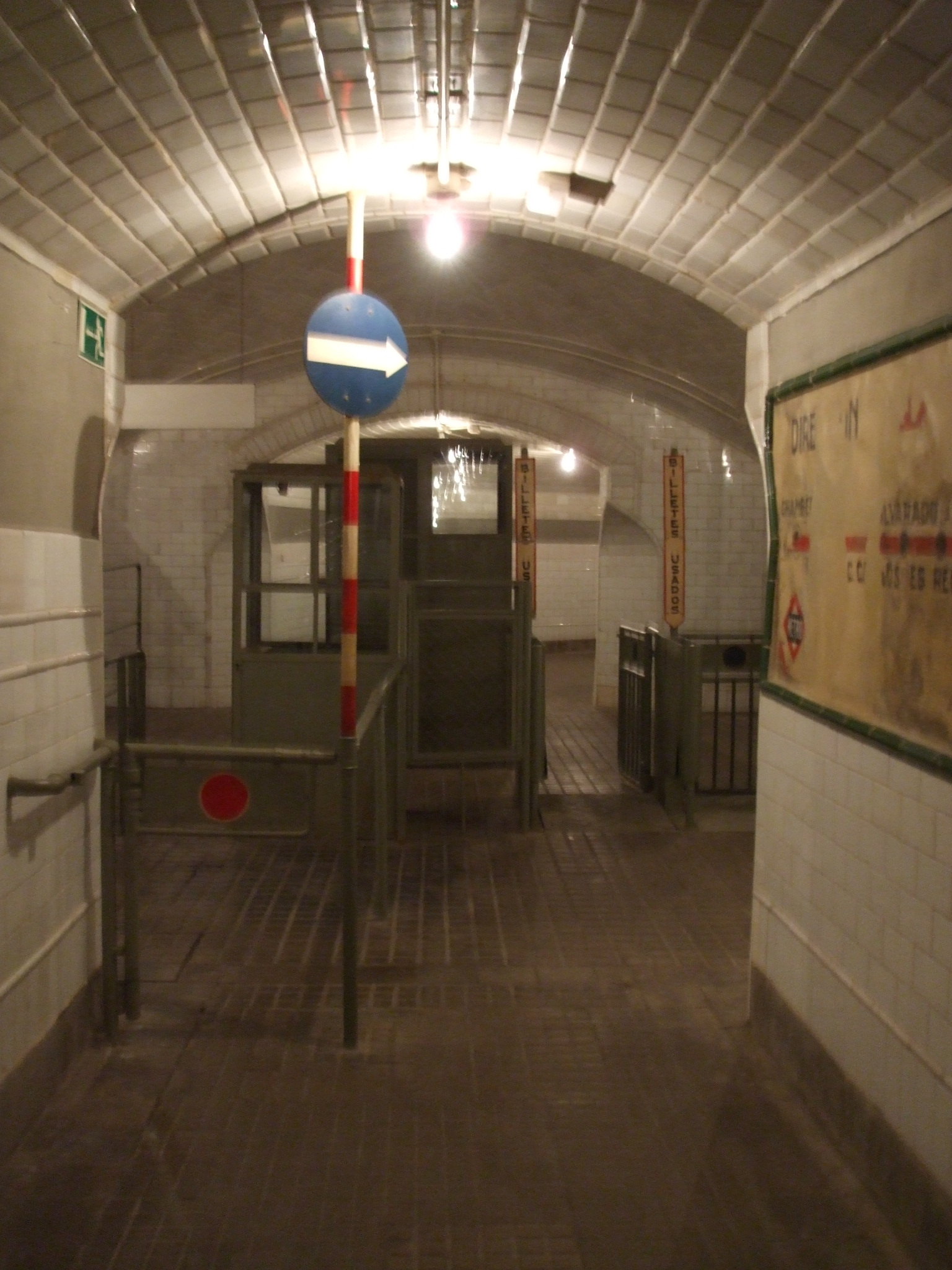
Vista dell'uscita
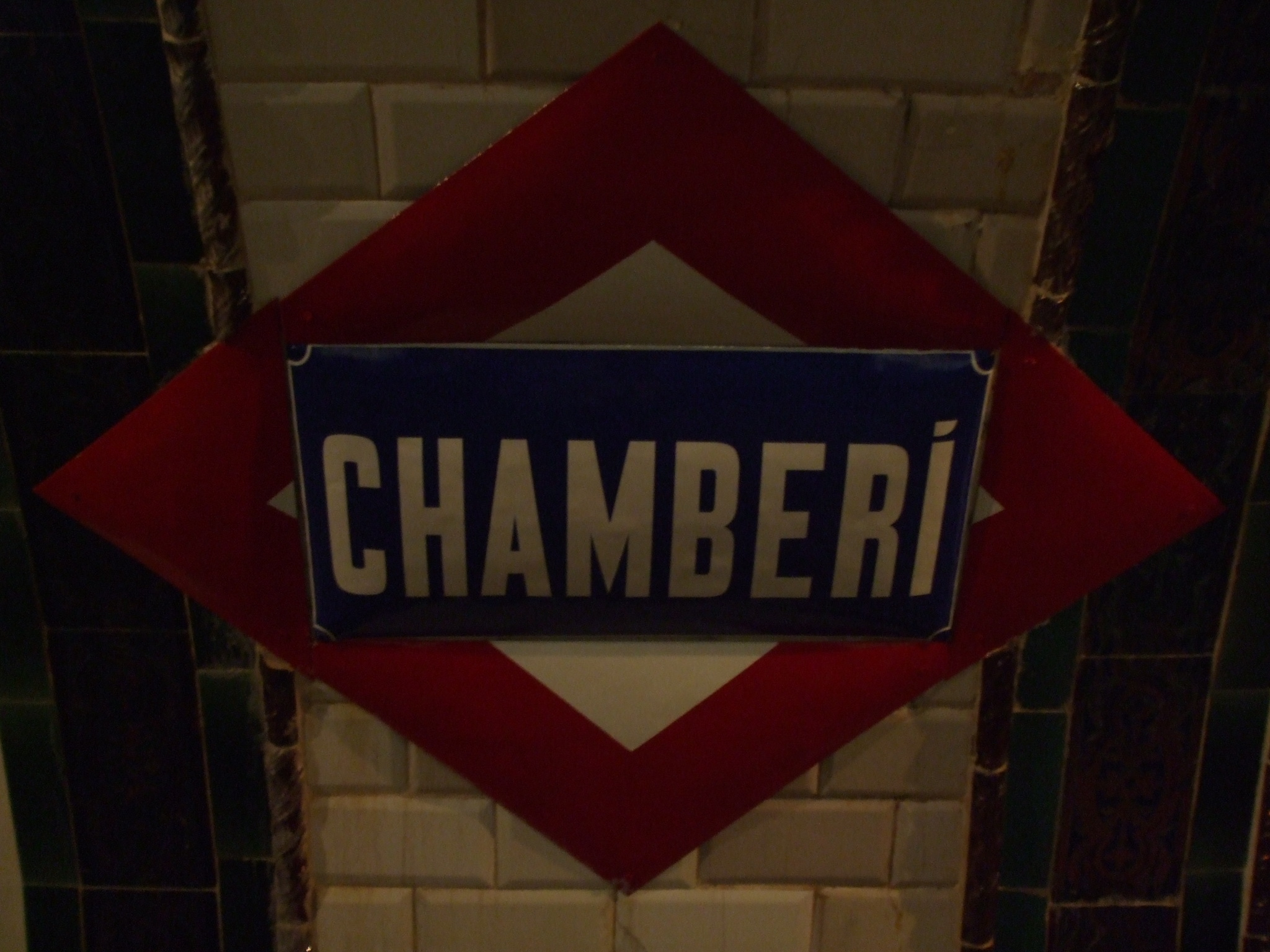
Stemma della stazione
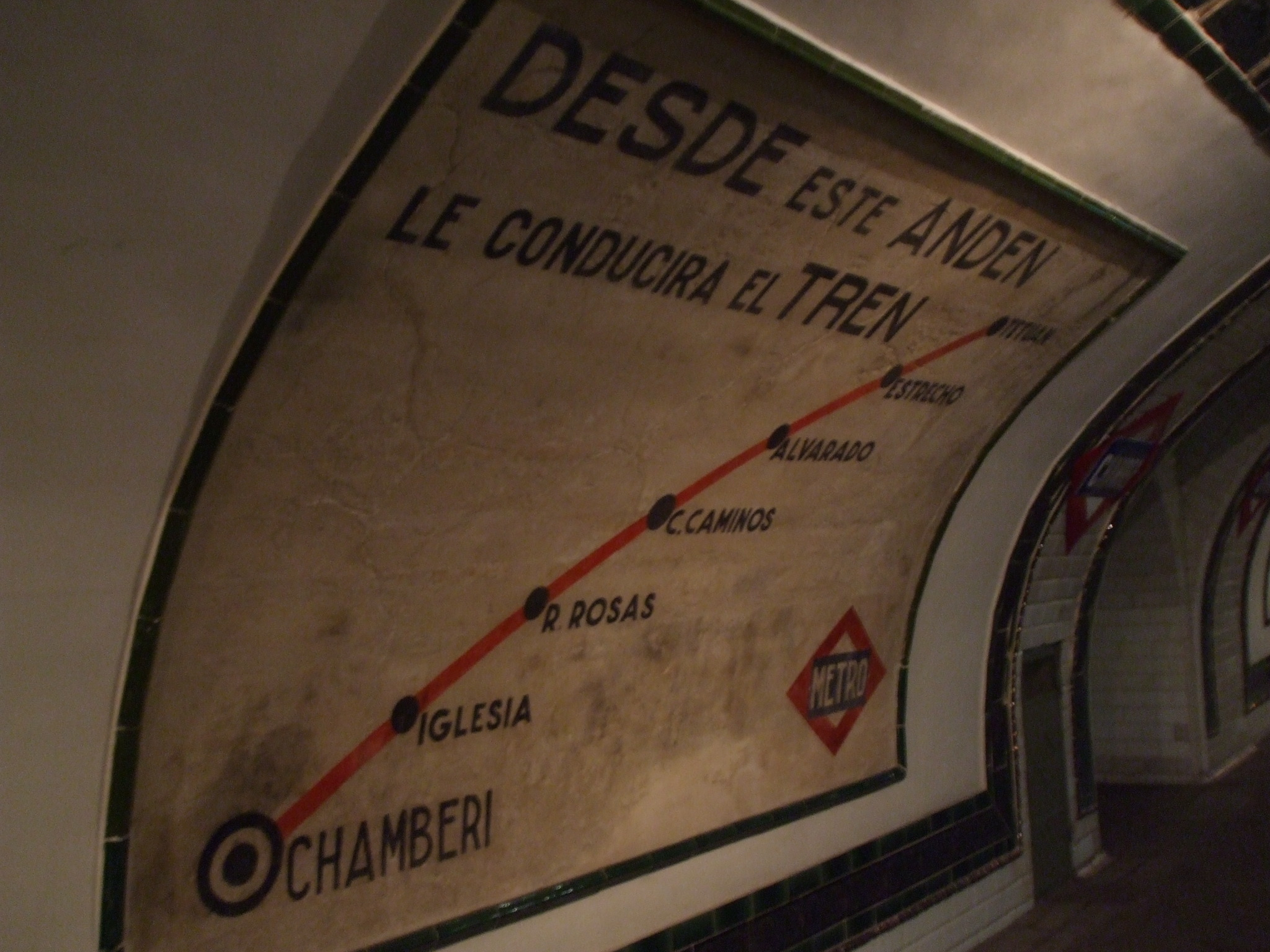
Percorso nella banchina
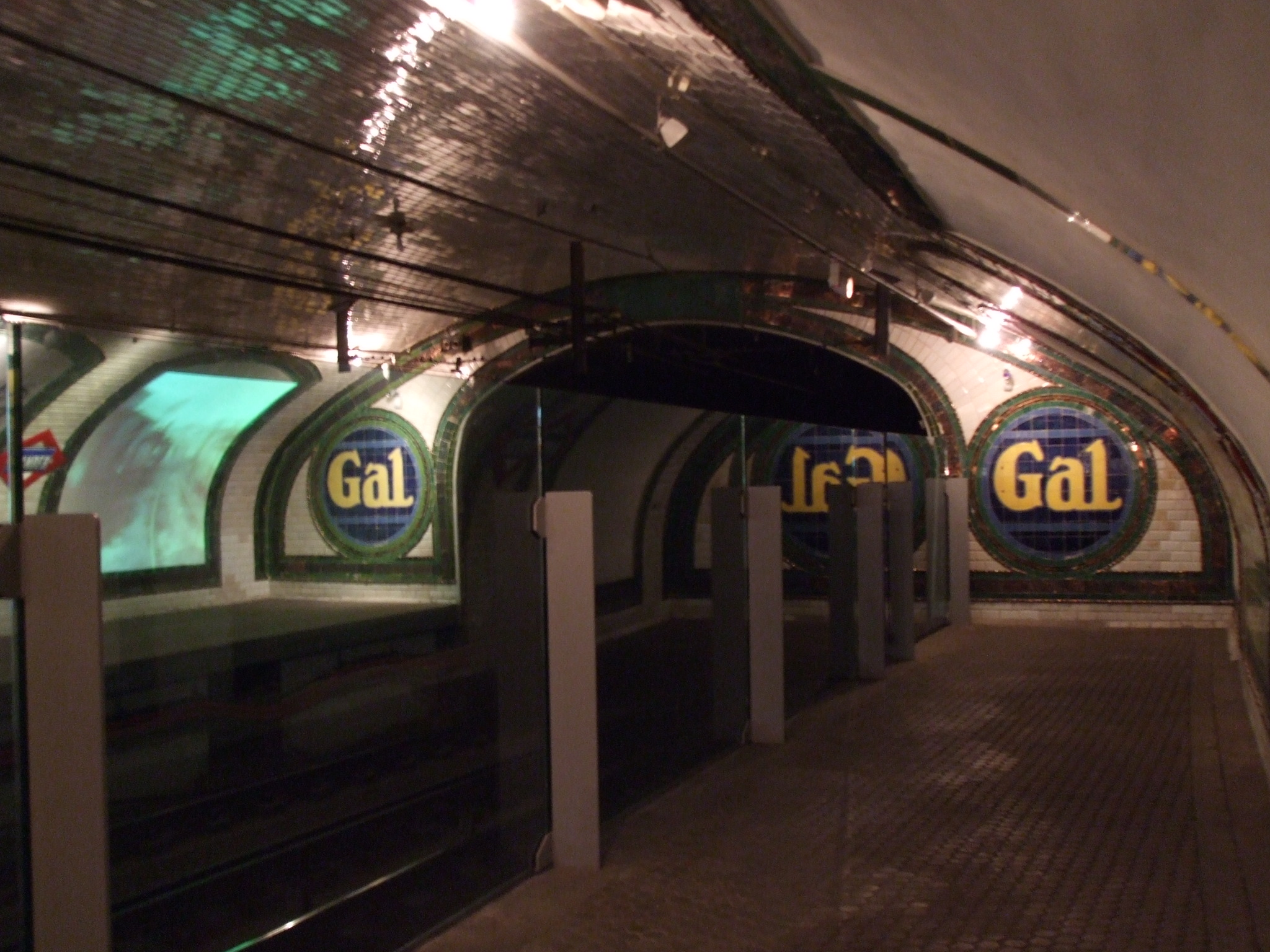
Tunnel in direzione Bilbao
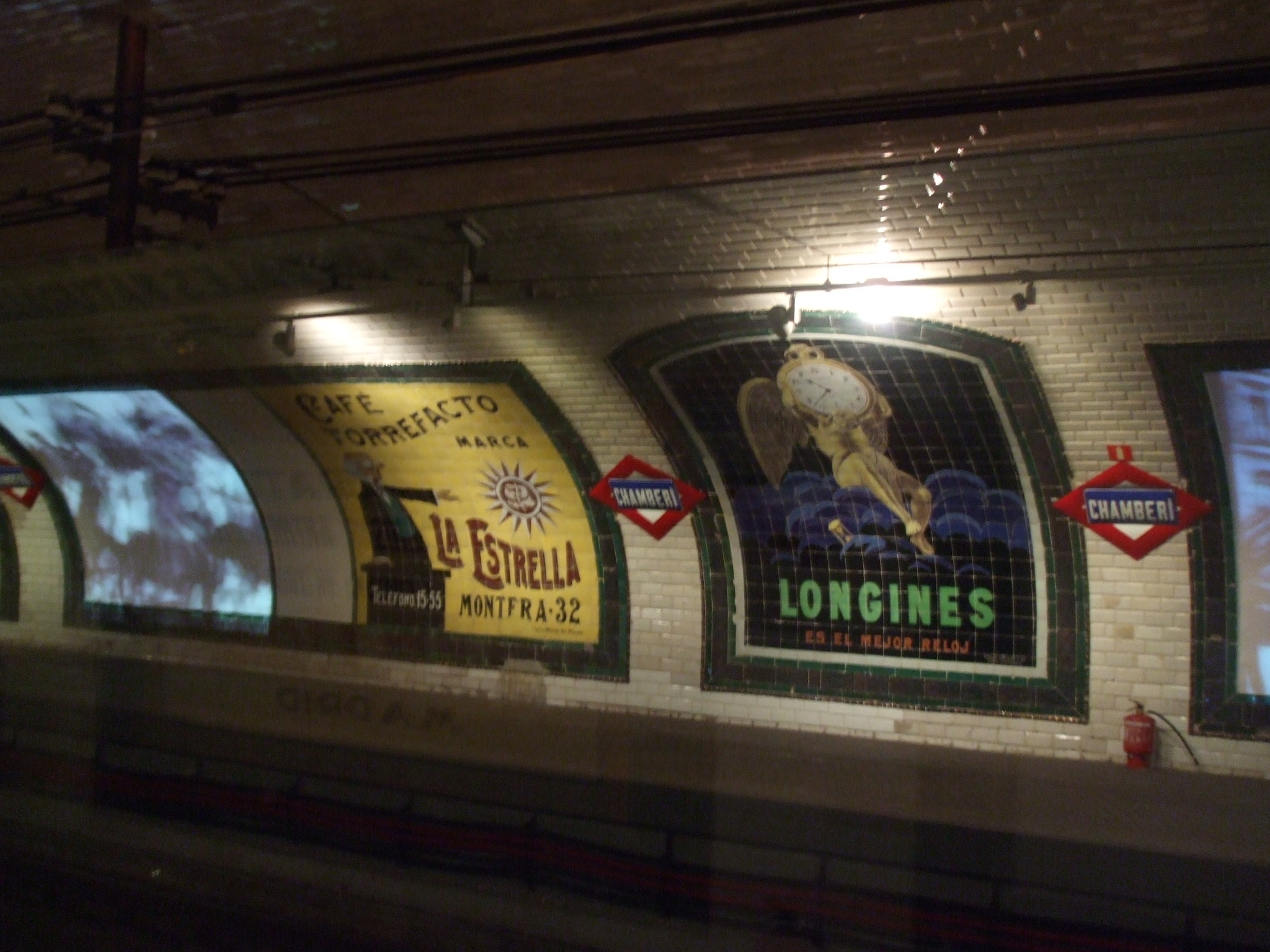
Annunci pubblicitari in azulejos
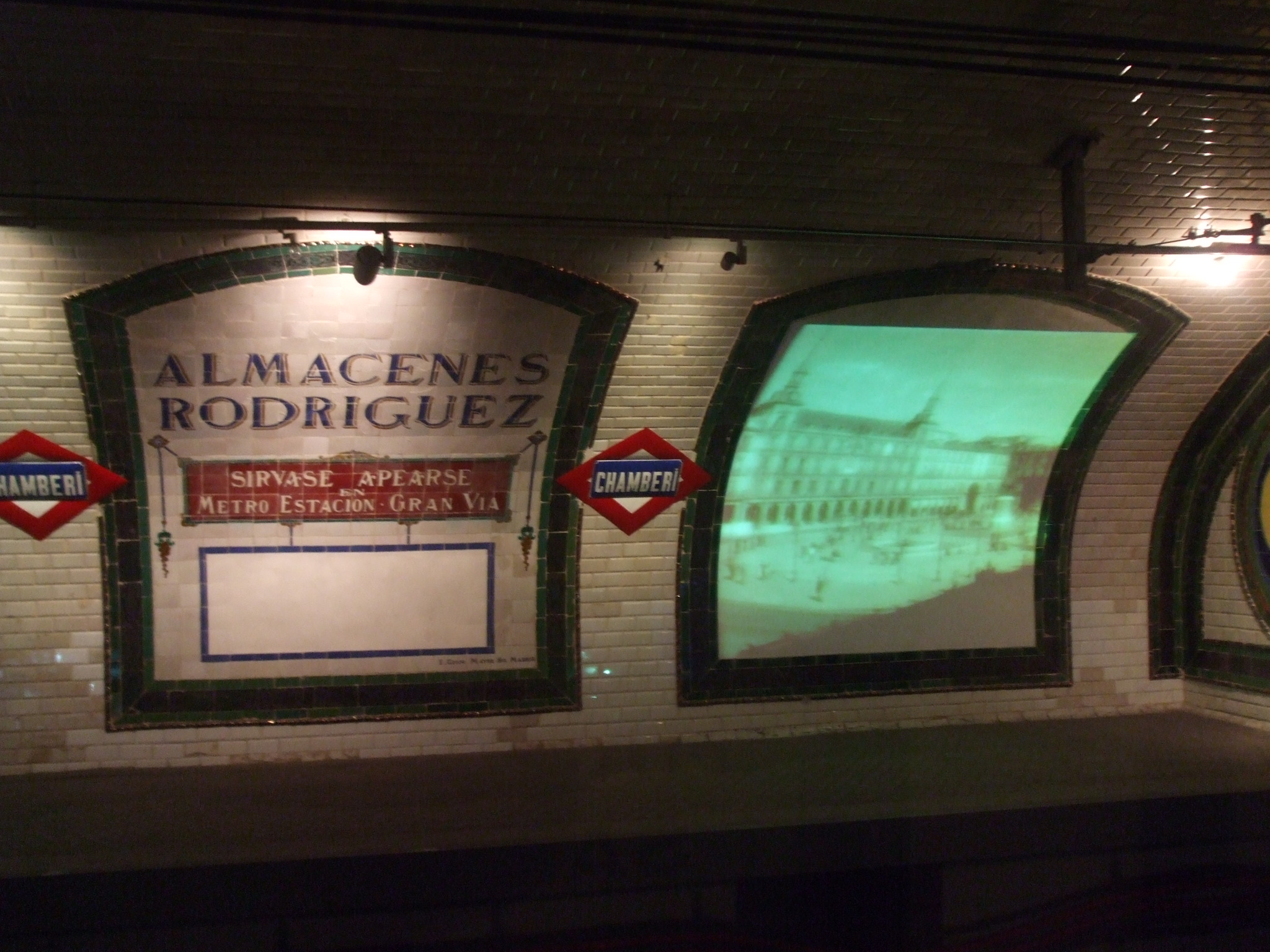
Annunci e proiezione

## La stazione nell'arte
- Ispirò la canzone La estación fantasma, del primo disco del gruppo Los Coyotes.
- Nel 1998, si girarono qui alcune scene del film Barrio, di Fernando León de Aranoa. Vengono mostrati questi luoghi come rifugio di indigenti e senzatetto.